# شورای عالی رادیو و تلویزیون
شورای عالی رادیو و تلویزیون (ترکی استانبولی: Radyo ve Televizyon Üst Kurulu) که به اختصار RTÜK نیز شناخته می‌شود، آژانس دولتی ترکیه برای نظارت، تنظیم و تحریم پخش‌های رادیویی و تلویزیونی است. این شورای عالی در سال ۱۹۹۴ تأسیس شده و متشکل از ۹ عضو است که توسط مجلس ملی کبیر ترکیه انتخاب می‌شوند. این شورای عالی در آنکارا واقع شده‌است و دارای دفاتر محلی در استانبول، ازمیر و دیاربکر است.